# Famille de Brancas
La famille de Brancas est une famille éteinte de la noblesse française, issue de la maison des Brancaccio de Naples, établie en France au XVe siècle, sous Charles VII.
Les Brancas de France ont formé deux lignes, dont l'aînée, éteinte en 1802, portait les noms de Brancas-Forcalquier et de Céreste, avec les titres de ducs et de grand d'Espagne.
L'un des fiefs des Brancas, le  marquisat de Villars (Vaucluse), a été érigé en duché simple en 1627, et en duché-pairie en 1652.
La taxe Brancas, (« aliénation de droit de souveraineté ») est connue pour avoir été une rente (20 000 livres) perçue par la famille de Brancas de la part des Juifs de Metz, de 1715 à 1791, et qui paupérisa cette communauté qui dut fortement s'endetter et, pour une partie, quitter la ville,. La demande d'abolition de la taxe Brancas fut inscrite en premier chef dans le cahier de doléances des juifs de Metz présenté à l'Assemblée de 1789. 

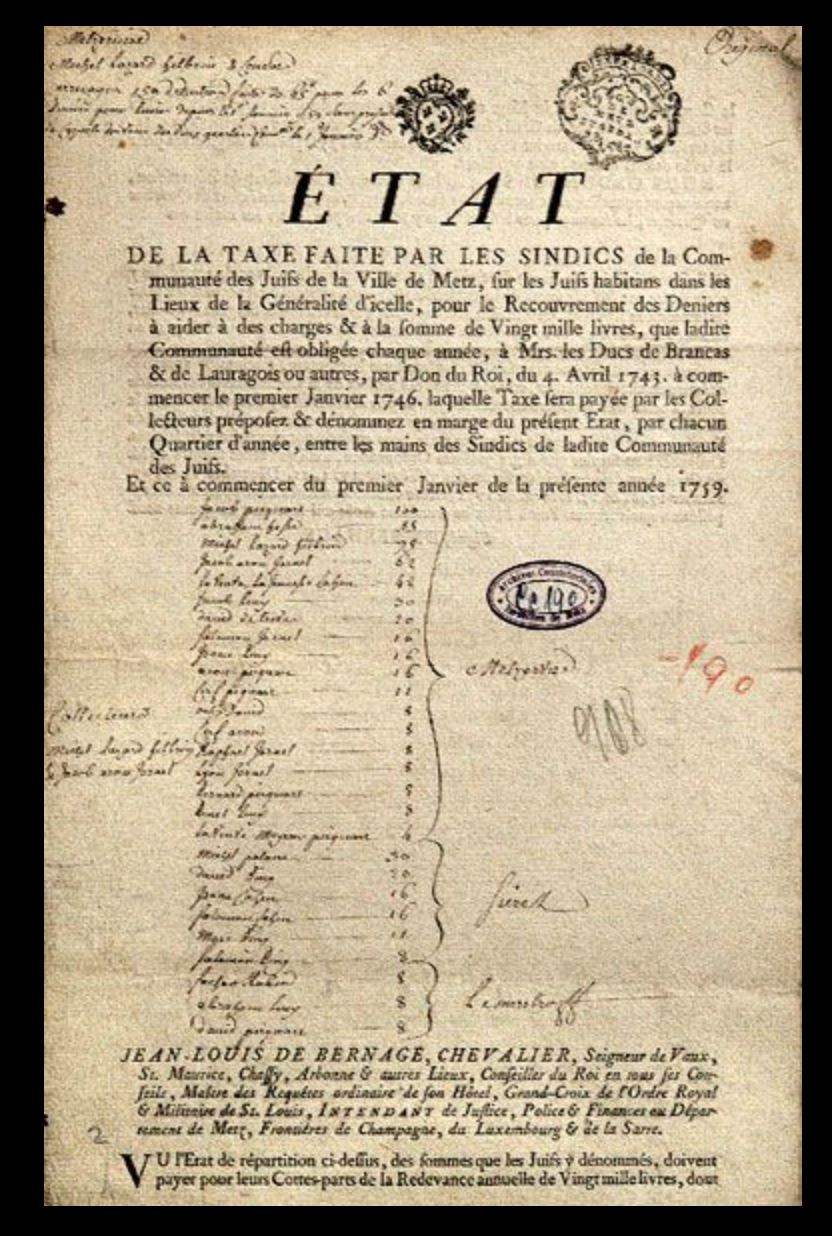
Exécutoire de la taxe Brancas (1759)

## Membres notables
Les membres les plus distingués de cette famille furent :
- Nicola de Brancas, évêque de Marseille (1445-1466) ;
- André de Brancas, connu sous le nom d'amiral de Villars (?-1595)
- Georges de Brancas, son frère puîné, 1er duc de Villars (1565-1657), époux de Julienne-Hippolyte d’Estrées ;
- Marie-Françoise de Brancas (1650-1715), comtesse d'Harcourt,
- Louis de Brancas (1672-1750), maréchal de France ;
- Henri-Ignace de Brancas (1687-1760), évêque de Lisieux, frère du précédent ;
- Jean-Baptiste de Brancas (1693-1770), archevêque d'Aix-en-Provence ;
- Louis de Brancas, 5e duc de Villars-Brancas, 2e duc de Lauraguais, lieutenant général des armées du Roi, gouverneur de Guise, chevalier de la Toison d'or, époux en deuxièmes noces de Diane Adélaïde de Mailly ;
- Louis-Léon de Brancas, 6e duc de Villars-Brancas, 3e duc de Lauraguais, pair de France, homme de lettres, fils du précédent (1733-1824) ;
- Antoine-Constant de Brancas (1764-1809), fils naturel du précédent, colonel pendant les guerres de la Révolution et de l’Empire, baron de l'Empire ;
- Louis Marie Bufile de Brancas, 7e duc de Villars-Brancas, 4e duc de Lauraguais, pair de France, colonel pendant les guerres de la Révolution et de l'Empire (1772-1852), cousin du précédent.
- Louis-Albert de Brancas (1764-1851), militaire, pair de France.

## Pour approfondir